# YG (rapper)
Keenon Daequan Ray Jackson (Compton, 9 de março de 1990), conhecido artisticamente como YG, é um rapper e ator norte-americano.